# Stromberg (ätter)
Namnet Stromberg har i Sverige burits av två utslocknade  befryndade adelsätter, en grevlig och en friherrlig.
Båda stammade ur den adliga ätten Strömberg (nr 870). Två av de fem bröder Brattman som 1674 adlats under detta namn upphöjdes den 10 juli 1699 till friherrar; nämligen generalguvernören Nils Strömberg (1646–1723) och landshövdingen Alexander Strömberg (1647–1718). De introducerades dock inte på Riddarhuset förrän 1719, och vid denna tidpunkt hade den äldre brodern Nils även hunnit upphöjas till greve den 25 juni 1706. Bröderna Stromberg kom därför att introduceras som huvudmän för varsin ätt: en friherrlig med nummer 118 och en grevlig med nr 50.
Grevliga ätten Stromberg utgick redan med Nils Strombergs son, riksrådet Claës Stromberg (1698–1782) medan den friherrliga ätten kvarlevde på svärdssidan till 1869.
Stromberg-ätterna liksom de båda utslocknade  adliga ätterna Strömberg (nummer 365 och 870) hade en gemensam stamfar i Peter Gudmundsson, som var borgmästare i Jömnköping och som 1646 adlades med namnet Strömberg (nummere 365). Hns  barn i et tidigare ofrälse äktenskap fick dock inte del av faderns adelskap. Från Peter Gudmundssons ofrälse ätt  härsammar inte bara Stromberg-ätterna utan även den fortlevande adelsätten Lindencrona (nummer 1579), som adlades 1719.

## Släktträd med Peter Gudmundsson Strömbergs ättlingar
- Peder Gudmundsson Strömberg (omkring 1575–1655), borgmästare i Jönköping[4]
- + Alma Månsdotter, gift 1604 med Peder Gudmundsson[4]
  - Jöns Pedersson Brattman (död 1669), rådman och postmästare[4]
    - Nils Stromberg (1646–1723), greve, generallöjtnant, guvernör samt president i kammarkollegium och statskontoret[5]
      - Claës Stromberg (1699–1782), greve, överste, kammarherre och riksråd[5]
      - + Ulrica Catharina Stromberg, född Lewenhaupt (1710–1777), grevinna, hovfunktionär[5]

    - Alexander Stromberg (1647–1718), friherre, generallöjtnant och landshövding[6]
      - Ulrik Alexander Stromberg (1691–1767), friherre, brukspatron och kammarherre[6]
        - Pehr Adam Stromberg (1751–1838), friherre, överstelöjtnant och landshövding[6]

  - Gudmund Petersson (död 1642),  rådman i Jönköping[4]
    - Peder Gudmundsson Lindeblad (död 1683), rådman i Jönköping[4]
      - Gudmund Lindencrona död 1755, adlad 1719[4]
- + Catharina Törnsköld, gift 1632 med Peter Gudmundsson[4]
  - Peter Strömberg (död 1655), student[4]